# Kungota pri Ptuju
Kungota pri Ptuju – wieś w Słowenii, w gminie Kidričevo. Znajduje się w słoweńskiej części krainy historycznej Styria. W 2018 roku liczyła 387 mieszkańców.

## Nazwa
Nazwa wsi została zmieniona ze Sveta Kungota (święta Kunegunda) na Kungota pri Ptuju (Kunegunda przy Ptuju) w roku 1955. Została ona zmieniona na podstawie Ustawy o nazwach miejscowości i oznaczeniach placów, ulic i budynków z roku 1948 w ramach działań powojennego komunistycznego rządu Słowenii mających na celu usuwanie religijnych elementów z toponimów.

## Kościół
Tutejszy kościół, od którego pochodzi nazwa osady, jest poświęcony św. Kunegundzie i należy do parafii Hajdina. Pochodzi z XIV wieku, z licznymi późniejszymi dodatkami i adaptacjami.